# Pedro Luis Ferrer
Pedro Luis Ferrer (Yaguajay, 17 de septiembre de 1952) es un guitarrista, compositor y cantante cubano. Su formación musical, entre intuitiva y autodidacta,  le ha permitido ser un compositor cuya obra abarca desde canciones y guarachas hasta obras de factura clásica, tales como piezas para guitarra, preludios, fugas para piano y otros formatos orquestales. 
Como autor de canciones, ha sido cultivador de la décima, el soneto, la redondilla y otras formas libres de la poesía. En este sentido sigue una tradición familiar aprendida de su padre Rodolfo y su tío Raúl Ferrer, que continúa con su hija Lena Ferrer.

## Biografía
Pedro Luis Ferrer Montes nació el 17 de septiembre de 1952 en Yaguajay, al Norte de Sancti Spíritus, antigua provincia de Las Villas, en una familia de cultores de la poesía popular y festiva. Allí realizó parte de los estudios primarios. Posteriormente fue a vivir a La Habana, cursó el sexto grado intentó luego varias veces terminar el primer año de secundaria básica. Podemos decir que apenas asistió a la escuela. 
Siendo muy joven - a mediados de la década del 60 - comenzó a vincularse con pequeños grupos que sin éxito intentaban profesionalizarse. Formando parte de uno de estos de estos grupos- el cuarteto Los Nova- conoció a Carlos Alfonso, hoy director del Grupo Síntesis, con quien aprendió y experimentó por vez primera el manejo de las voces,  poniéndose en contacto con fuentes actualizadas de la música popular. 
A finales del año 1969, se integró al grupo de Rock Los Dada, experiencia que compartió con su maestro Alfredo Areas - y con Mike Pourcel, conocido trovador de esa época en la Habana. También se nutrió de la experiencia de Leopoldina Núñez y de Victor Zayas, pianista que lo introdujo al arte de la orquestación.

## La trova
En el año 1973 comienza su carrera profesional como trovador y mediados de 70 graba su primer LP “Pedro Luis Ferrer”. En esta producción se destacan la canción “Mariposa” , convertida en himno en la voz de Miriam Ramos - cantante cubana del movimiento de la Nueva Trova, y la canción "Romance de la Niña mala" - poema de Raúl Ferrer -, una de sus interpretaciones más conocidas. 
Por esa época, viaja por vez primera a Europa y actúa en Polonia, Finlandia, Noruega, Suecia, RDA y México. Amén de su trabajo como orquestador, profundiza en el estudio de la guitarra como autodidacta, interpretando obras de Leo Brouwer, Carlos Fariña, Harold Gramatches, Edgardo Martín, Isaac Albéniz, Juan Sebastián Bach Tárrega(transcripciones de Segovia), entre otras. Además escribe música para series televisivas y llegan a ser muy populares algunos de estos temas, como “Operación Sitio”.

## Los ochenta
En esta década crea su grupo y graba dos LP: “Debajo de mi voz” y “Espuma y Arena”. Este último disco dio a conocer un grupo de guarachas que rápidamente se hicieron populares en la isla, como la “Inseminación artificial” y "Cómo me gusta 'hablal' español".
Estas obras festivas tenían como antecedentes algunas canciones de los años 1970 como “Al que le sirva el sayo” y “Son de la suerte esdrújula”. Es de destacar en estos años su relación con el músico Jesús Ortega, editor de una de sus primeras obras para el instrumento “Guitarra Suelta”. En esta época realizó trabajos para algunos documentales y filmes de la entonces Sección Fílmica de las FAR. En esta década recibe la réplica del machete de Máximo Gómez y realiza con su grupo una breve visita a la República de Angola; luego viaja nuevamente a Europa y América Latina.

## Los noventa
Los años 90 transcurren como una suerte de vida artística furtiva, no obstante se hacen populares - mediante el intercambio subterráneo y espontáneo del público - canciones como “Ciento por ciento cubano” , “Marucha la Jinetera”, “Abuelo Paco”, “Él tiene delirio de amar varones”, “Amigo Palero”, “La Habana está poblada de consignas”,”Todos por lo mismo”, “Cadena de pájaros”, "El Caballero de París", etc. También se escuchan en la radio y sus canciones en la voz de otros intérpretes, como es el caso de “Carapacho pa' la jicotea”. 
Durante un corto tiempo trabajó en el Conjunto Artístico de las FAR en Guantánamo, donde se puso en contacto con la estética del Changüí y otros importantes valores musicales de esa región oriental. Por esta época Celia Cruz hace una versión de su guaracha Mario Agué.
Pedro Luis viaja varias veces a los Estados Unidos y da conciertos en Nueva Orleans y Miami. Publica en el exterior su primer disco: Ciento por ciento cubano. Acto seguido en la Habana se publica, sin el consentimiento de Pedro Luís y siendo tratado como un artista ya fallecido, un disco con material de archivo, grabaciones de los 80, bajo título de “Lo mejor de Pedro Luís Ferrer”. También realiza dos giras por Alemania. 
En 1998 se presenta con su hija Lena Ferrer en escenarios de Alemania y Suiza, y firma un contrato de exclusividad editorial y discográfica con la compañía Harbour Bridge.
A comienzos del 99 realiza una gira por Estados Unidos, promocionando su nuevo disco “Pedro Luis Ferrer” con la compañía Caliente Records, presentándose con un grupo de diez músicos en Nueva York y Miami. En este mismo año, en el mes de agosto, - después de más de diez años sin presentarse en grandes auditorios - ofreció dos conciertos en la gran sala Avellaneda del Teatro Nacional de la Habana.

## Los 2000
En 2005 publica su CD "Rústico", y más tarde "Natural", dos CD publicados por el sello ESCONDIDA de Ultra records, con materiales del archivo personal de Pedro Luis, grabados y masterizados por él en su modesto estudio personal de La Habana. Algunos de los mismos fueron regrabados en parte o completamente. Otros fueron mezclados nuevamente, manteniendo incluso pistas que podían ser superadas ahora, pero que se quisieron mantener intactas por razones documentales y afectivas. 
Desde el 2005 suele organizar largas estancias y jornadas de conciertos en Europa.

## Discografía
- (Años 70) Pedro Luis Ferrer(EGREM)
- (Años 70) Debajo de mi voz (EGREM)
- (Años 80) En espuma y arena (EGREM)
- (1994) 100% cubano (Carapacho Productions)
- (1999) Pedro Luis Ferrer (Caliente Records)
- (2005) Rústico (ESCONDIDA, Ultra Records)
- (2006) Natural (ESCONDIDA, Ultra Records)
- (2011) Tangible (ESCONDIDA, Ultra Records)
- (2014) Final (ESCONDIDA, Ultra Records)